# Rupp Rüpel: das grausigste Gespenst aus Småland
Rupp Rüpel: das grausigste Gespenst aus Småland (schwedisch Skinn Skerping – Hemskast av alla spöken i Småland) ist ein Märchen von Astrid Lindgren.

## Handlung
Ein Mädchen und ihr älterer Bruder gehen gerne zu ihrer Großmutter, die so gut Spukgeschichten erzählen kann. Am allerliebsten hören sie die Geschichte von Rupp Rüpel. 
Rupp Rüpel war ein Knecht, der immer wieder Streiche ausheckte. Ganz besonders hatte er es auf den Küster abgesehen, der sonntags in der Kirche immer die Orgel spielte. Eines Nachts verkleidete sich Rupp Rüpel als Gespenst und erschreckte den Küster in der Kirche. Als der Küster hinausrannte, wollte Rupp Rüpel hinterher. Doch auf dem Weg nach draußen schien ihn etwas zu packen. Rupp Rüpel glaubte, es sei ein Gespenst, oder Gott höchstpersönlich, der ihn für seine Missetat im Gotteshaus bestrafen wollte. Am nächsten Tag fanden ihn die Leute. Sein Blut war zu Eis gefroren und damit war er weder tot noch lebendig. Hundert Jahre lang war er in der Kirche und niemand traute sich ihm zu nahezukommen. Bis eine Magd kam, die sich vor nichts fürchtete. Ein reicher Mann wollte wissen, ob die Magd tatsächlich so mutig war, wie sie tat und bot ihr fünf Kronen dafür an, dass diese Rupp Rüpel herholt. Die Magd tat das und bekam ihre fünf Kronen. Jedoch hatte sie nicht gesagt, dass sie Rupp Rüpel auch zurückbringt, daher bot ihr der Mann erneut fünf Kronen dafür. Die Magd nahm Rupp Rüpel erneut auf ihren Rücken. Doch kurz bevor sie an der Kirche ankam, krallte Rupp Rüpel ihr seine kalten Gespensterfinger um den Hals. Er zwang sie ihn zum Grab des Küsters zu tragen. Dort bat er diesen um Verzeihung. Der Küster erwiderte, dass er Rupp Rüpel verzeihe, wenn Gott ihm verzeihe. Augenblicklich fiel Rupp Rüpel zu einem Haufen Asche zusammen. Die Magd war von da an nicht mehr ganz richtig im Kopf.
Als die Geschwister die Geschichte von Rupp Rüpel zu Ende gehört haben, gibt ihre Großmutter dem Jungen eine Gitarre und dem Mädchen einen Sack mit Zeitschriften. Den Zeitschriftensack bindet sie dem Mädchen auf den Rücken. Dann ermahnt sie die Kinder sich zu beeilen, um zu Hause zu sein, bevor es dunkel ist. Der Junge spielt auf der Gitarre. Er schlägt vor über den Berg zu gehen und da seine Schwester ihm überall hinfolgen würde, folgt sie ihm auch dieses Mal. Doch der Weg ist lang und die Zeitschriften auf dem Rücken des Mädchens wiegen schwer. Lieber würde sie Rupp Rüpel schleppen sagt das Mädchen. Doch dann bekommt sie es mit der Angst zu tun, denn sie weiß, dass Gespenster kommen, wenn man sie beim Namen ruft. Als sie ihren Bruder im Gebüsch verschwinden sieht, traut sich das Mädchen nicht mehr weiterzugehen, denn sie glaubt, dass sich Rupp Rüpel dort überall verstecken könnte. Doch schließlich reißt sie sich zusammen und geht los. Da hat sie das Gefühl, dass Rupp Rüpels Geisterhände sie zu fassen bekommen. Sie schreit und glaubt, es gebe keine Rettung mehr für sie. Doch dann hört sie die Stimme ihres Vaters. Dieser fragt, was sie und ihr Bruder denn dort machen. Er befreit sie von einem Haselzweig, der sie festgeklemmt hatte. Dann trägt der Vater das weinende Mädchen zu seiner Kutsche. Gemeinsam mit ihrem Bruder und ihrem Vater fährt das Mädchen nach Hause. Beim Abendessen fragt das Mädchen ihren Bruder, ob er finde, dass sie genau wie die Magd verrückt geworden sei. Da antwortet der Bruder: „Na ganz so übergeschnappt wie die bist du ja nun doch nicht.“

## Entstehungsgeschichte
Die Geschichte Rupp Rüpel das grausige Gespenst aus Småland basiert auf einer wahren Begebenheit. Im Juli 1916 besuchten Astrid Lindgren (damals Ericsson) und ihr Bruder Gunnar Ericsson ihre Großmutter Ida Ingström. Diese erzählte ihnen häufig Sagen und Gespenstergeschichten. So auch an diesem Tag. Sie berichtete ihren Enkeln von dem Gespenst Skinn Skerping. Ein Knecht des Pfarrers, Skinn Skerping, verkleidete sich als Gespenst. Er schlich in die Kirche, um den Kantor zu erschrecken. Dieser erschrak tatsächlich und rannte aus der Kirche. Doch Skinn Skerping bekam es nun ebenfalls mit der Angst zu tun und wollte aus der Kirche rennen. Da fiel die Tür hinter ihm zu. Skinn Skerping glaubte, dass ein Gespenst ihn ergriffen hatte und er fiel vor die Kirchtür. Als die Leute ihn am nächsten Morgen entdeckten war er weder tot noch lebendig. Er konnte nicht begraben werden und wurde in eine Nische in der Kirche gestellt. Hundert Jahre später bat ein Pfarrer eine unerschrockene Magd Skinn Skerping fortzubringen. Als die Magd ihn auf den Rücken nahm, fasste Skinn Skerping sie an und bat sie ihn zum Grab des Kantors zu bringen, sodass er diesen um Verzeihung bitten konnte. Aus dem Grab ertönte eine Stimme, die sagte, dass er verzeihe, wenn Gott verzeihe. Dann wurde Skinn Skerping zu einem Haufen Asche und konnte begraben werden. Nachdem Ida Ingström ihren Enkel von der Geschichte erzählt hatte, gab sie Gunnar Ericsson eine Gitarre und Astrid Lindgren ein dickes Buch. Danach gingen die beiden nach Hause. In einem Interview sagte Lindgren später, dass sie in dem Buch ab dann nur noch gelogen habe. Ihr Vater sei nicht gekommen und habe sie auch nicht vor Skinn Skerping gerettet. Sie und ihr Bruder mussten sich selber zum Weitergehen aufraffen. Sie seien am Abend ganz müde und kaputt zu Hause angekommen.

## Veröffentlichungen
In Schweden wurde das Buch 1986 unter dem Titel Skinn Skerping hemskast av alla spöken i Småland bei Rabén & Sjögren veröffentlicht. Ilon Wikland illustrierte das Buch. In Deutschland wurde das Buch erstmals 1987 herausgebracht. Anna-Liese Kornitzky übersetzte den Text ins Deutsche.

## Auszeichnungen
Expressens Heffaklump
- 1986: Ilon Wikland[7]

## Ausgaben
- Skinn Skerping hemskast av alla spöken i Småland, Rabén & Sjögren 1986, schwedische Originalausgabe, ISBN 91-29-57552-4. (Illustriert von Ilon Wikland)
- Rupp Rüpel: das grausigste Gespenst aus Småland, Oetinger 1987, ISBN 978-3-7891-6038-7. (Illustriert von Ilon Wikland)